# راجه رامانا
 راجه رامانا (انگلیسی: Raja Ramanna؛ زاده ۲۸ ژانویهٔ ۱۹۲۵ درگذشته ۲۴ سپتامبر ۲۰۰۴) یک دانشمند اهل هند بود.